# Masterpiece (Jessie J)
Masterpiece è un singolo della cantante britannica Jessie J, pubblicato nel gennaio 2015 come quarto estratto dal suo terzo album in studuo Sweet Talker.

## Descrizione
Prodotto da Josh Alexander e scritto dallo stesso insieme a Britt Burton e Emily Warren, il brano era stato inizialmente scelto come singolo promozionale venendo infatti pubblicato il 7 ottobre 2014, ma successivamente mandato in rotazione radiofonica a partire 13 gennaio dell'anno successivo come terzo singolo per gli Stati Uniti e quarto mondialmente.

## Tracce
Testi e musiche di Josh Alexander, Britt Burton, Emily Warren, Bistro.
1. Masterpiece – 3:40

## Classifiche

### Classifiche settimanali
| Classifica (2014-2015) | Posizione massima |
| ---------------------- | ----------------- |
| Australia              | 14                |
| Austria                | 9                 |
| Canada                 | 74                |
| Germania               | 10                |
| Nuova Zelanda          | 13                |
| Regno Unito            | 93                |
| Stati Uniti            | 65                |
| Svizzera               | 9                 |